# La famiglia Partridge
La famiglia Partridge (The Partridge Family) è una serie televisiva statunitense in 96 episodi trasmessi per la prima volta nel corso di 4 stagioni dal 1970 al 1974.
La serie, una sitcom familiare, tratta di una famiglia composta da una madre vedova (interpretata da Shirley Jones) e dai suoi cinque figli che decidono di mettere in piedi un gruppo rock. La serie è liberamente ispirata al gruppo rock dei Cowsills composto dai quattro fratelli Barry, Bill, Bob e John Cowsill. L'attore David Cassidy, che interpreta Keith Douglas Partridge, uno dei figli della donna, divenne un idolo delle teenager. Anche il disco che riprendeva la colonna sonora della serie (con il singolo I Think I Love You) ebbe un enorme successo arrivando primo nella Billboard Hot 100 per tre settimane, in Canada per quattro settimane, in Australia, Nuova Zelanda ed in Olanda e settimo in Austria.

## Personaggi

### Personaggi principali
- Shirley Renfrew Partridge (96 episodi, 1970-1974), interpretata da Shirley Jones.
- Keith Douglas Partridge (96 episodi, 1970-1974), interpretata da David Cassidy.
- Laurie Partridge (96 episodi, 1970-1974), interpretata da Susan Dey.
- Danny Partridge (96 episodi, 1970-1974), interpretato da Danny Bonaduce.
- Tracy Partridge (96 episodi, 1970-1974), interpretata da Suzanne Crough.
- Reuben Kincaid (96 episodi, 1970-1974), interpretato da Dave Madden.
- Christopher 'Chris' Partridge (71 episodi, 1971-1974), interpretato da Brian Forster.
- Christopher 'Chris' Partridge (25 episodi, 1970-1971), interpretato da Jeremy Gelbwaks.

### Personaggi secondari
- Ricky (10 episodi, 1973), interpretato da Rick Segall.
- Albertson (7 episodi, 1970-1974), interpretato da Gordon Jump.
- Punky (6 episodi, 1971-1974), interpretato da Gary Dubin.
- Delbert (5 episodi, 1971-1973), interpretato da Bruce Kimmel.
- Bonnie Kleinschmidt (4 episodi, 1972-1973), interpretato da Elaine Giftos.
- Madre (4 episodi, 1970-1973), interpretata da Sari Price.
- Nonna Amanda Renfrew (4 episodi, 1970-1973), interpretato da Rosemary DeCamp.
- Jenkins (4 episodi, 1970-1973), interpretato da Joseph V. Perry.
- Miss Farrow (4 episodi, 1970-1974), interpretata da Mitzi Hoag.
- Ingegnere (4 episodi, 1971-1973), interpretato da Martin Speer.
- Cameriera (4 episodi, 1971-1972), interpretata da Yvonne Wilder.
- Ragazza (3 episodi, 1972-1973), interpretata da Cindy Cassell.
- Lorenzo Bernard (3 episodi, 1971-1974), interpretato da Alan Oppenheimer.
- Richard Lawrence (3 episodi, 1971-1973), interpretato da Bert Convy.
- Bob (3 episodi, 1971-1974), interpretato da Michael Rupert.
- Geek (3 episodi, 1971-1974), interpretato da Henry Olek.
- Gloria Hoffsteader (3 episodi, 1972-1974), interpretata da Maxine Stuart.
- Nonno (3 episodi, 1970-1972), interpretato da Ray Bolger.
- First Guy (3 episodi, 1971-1973), interpretato da Dennis Lee Smith.
- Harlan Laws (3 episodi, 1970-1973), interpretato da Vic Tayback.

## Guest star

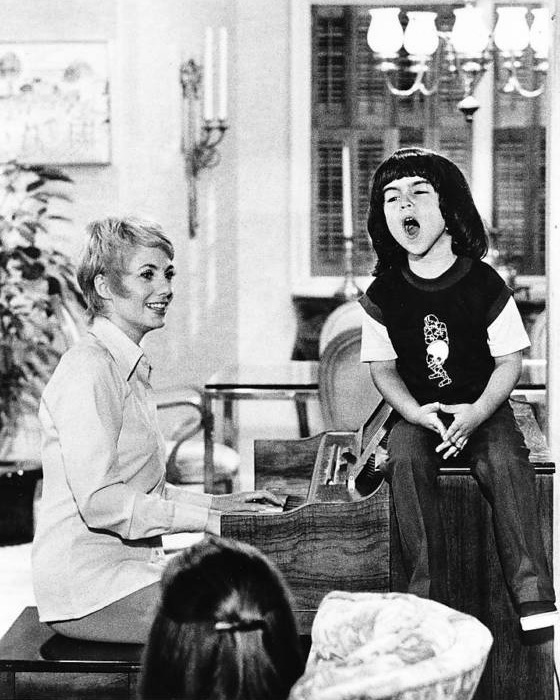
Shirley Jones e Ricky Segall.

Tra le numerose guest-star che si prestarono a partecipare agli episodi nel corso delle quattro stagioni della serie: Alan Oppenheimer, Ann Jillian, Ann Morgan Guilbert, Annette O'Toole, Arte Johnson, Barbara Rhoades, Bernard Fox, Bert Convy, Brooke Bundy, Bruce Kimmel, Carl Ballantine, Charlotte Rae, Cheryl Ladd, Dick Clark, Dick Wilson, Edgar Buchanan, Elaine Giftos, Farrah Fawcett, Fran Ryan, George Chakiris, Gino Conforti, Gordon Vai, Herb Edelman, Harold Gould, Harry Morgan, Harvey Lembeck, Holly Near, Howard Cosell, Howard Morton, Jack Riley, Jackie Coogan, Jackie Earle Haley, Jaclyn Smith, James Gregory, Jared Martin, John Astin, Judson Pratt, Larry Wilcox, Leonard pietra, Louis Gossett, Jr., Mark Hamill, Margaret Hamilton, Meredith Baxter, Michael Lembeck, Michael Ontkean, Morey Amsterdam, Nancy Walker, Ned Glass, Nita Talbot, Noam Pitlik, Norman Fell, Pat Harrington, Jr., Richard Bakalyan, Richard Bull, Richard Mulligan, Richard Pryor, Richard X. Slattery, Rick Hurst, Rob Reiner, Robert F. Simon, Rosemary DeCamp, Season Hubley, Slim Pickens, Stuart Margolin, Tony Geary, Val Bisoglio, Vic Tayback, William Lucking, William Schallert, William Windom. Tra di essi troviamo anche alcuni noti attori bambini del tempo come Jodie Foster, George Spell, Gerald Michenaud, Lee Casey.

## Produzione
La serie, ideata da Bernard Slade, fu prodotta da Screen Gems Television e girata negli studios della Columbia/Sunset Gower a Los Angeles e nel Columbia/Warner Bros. Ranch a Burbank, in California. Le musiche furono composte da Hugo Montenegro (colonna sonora), Wes Farrell (tema: When We're Singin) e Danny Jansen (tema: Come On, Get Happy).
Il cantante country Johnny Cash fece un cameo nell'episodio pilota.

### Registi
Tra i registi della serie sono accreditati:
- Richard Kinon (13 episodi, 1971-1974)
- E.W. Swackhamer (8 episodi, 1970-1973)
- Bob Claver (7 episodi, 1970-1974)
- Ralph Senensky (7 episodi, 1970-1971)
- Lou Antonio (6 episodi, 1971-1973)
- Jerry London (6 episodi, 1972-1973)
- Charles R. Rondeau (6 episodi, 1973-1974)
- Herb Wallerstein (5 episodi, 1972-1973)
- Peter Baldwin (4 episodi, 1970-1971)
- Roger Duchowny (4 episodi, 1971-1974)
- Harry Falk (3 episodi, 1970-1971)
- Mel Swope (3 episodi, 1971-1972)
- Paul Junger Witt (2 episodi, 1970-1971)
- Jerrold Bernstein (2 episodi, 1970)
- Claudio Guzmán (2 episodi, 1970)
- Jerry Paris (2 episodi, 1970)
- Russ Mayberry (2 episodi, 1971-1972)
- Alan Rafkin (2 episodi, 1971)
- Bruce Bilson (2 episodi, 1972-1973)
- Lee Philips (2 episodi, 1972-1973)
- Ross Bowman (2 episodi, 1973-1974)

## Distribuzione
La serie fu trasmessa negli Stati Uniti dal 1970 al 1974 sulla rete televisiva ABC. In Italia è stata trasmessa su RaiUno con il titolo La famiglia Partridge.
Alcune delle uscite internazionali sono state:
- negli Stati Uniti il 25 settembre 1970 (The Partridge Family)
- nei Paesi Bassi il 28 maggio 1972
- in Germania Ovest il 1º marzo 1973 (Die Partridge Familie)
- in Belgio il 7 gennaio 1974
- in Argentina, Messico, Venezuela (La familia Partridge)
- in Spagna (Mamá y sus increíbles hijos)
- in Italia (La famiglia Partridge)

## Episodi
| Stagione         | Episodi | Prima TV USA |
| ---------------- | ------- | ------------ |
| Prima stagione   | 25      | 1970-1971    |
| Seconda stagione | 24      | 1971-1972    |
| Terza stagione   | 25      | 1972-1973    |
| Quarta stagione  | 22      | 1973-1974    |